# Baruch Shmailov
Baruch Shmailov (hebräisch ברוך שמאילוב; geboren am 2. September 1994 in Chadera) ist ein israelischer Judoka. Er kämpft in der Klasse bis 66 kg (Halbleichtgewicht). Seine Spezialtechnik ist Ippon-seoi-nage.

## Sportliche Karriere
Im Alter von sechs Jahren begann Baruch Shmailov mit dem Judo; mit zwölf Jahren wurde er in das Wingate Institut in Netanya aufgenommen, wo er bis zum Alter von 18 Jahren Judo als Leistungssport betrieb. An sich ein Rechtshänder, wurde Shmailov bereits früh in seiner Judokarriere als Linkskämpfer ausgebildet.
Bei der Judo-Europameisterschaft der Junioren in Bukarest im September 2014 gewann er in der Klasse bis 66 kg; bei den Junioren-Weltmeisterschaften im folgenden Monat in Fort Lauderdale wurde er Dritter. Am 14. November 2014 gewann er die U23-Europameisterschaft in Breslau. Bei den israelischen Meisterschaften siegte er 2015 und wurde 2017 Dritter.
Bei den IJF World Masters war Shmailov mehrfach erfolgreich: 2017 in Sankt Petersburg erreichte er Platz 3, 2018 in Guangzhou Platz 2, 2019 in Qingdao Platz 5 und 2021 in Doha Platz 2. Hier traf er im Finale auf den Koreaner An Ba-ul, der durch Waza'ari siegte.
Hinzu kommen zahlreiche vordere Platzierungen bei Grand-Slam-Turnieren. Beim Grand Slam in Ekaterinburg 2019 traf Shmailov beim Kampf um Bronze auf seinen israelischen Teamkollegen Tal Flicker. Flicker erhielt im Golden Score eine Strafe wegen Passivität; da dies sein dritter Shido war, bedeutete es die Disqualifikation und die Bronzemedaille für Shmailov.
Eine Woche vor dem Grand Slam in Budapest wurde Shmailov im Oktober 2020 positiv auf COVID-19 getestet.
Für die Olympischen Sommerspiele 2020 qualifizierten sich die Judoka Tal Flicker und Baruch Shmailov im Halbleichtgewicht; aufgrund seiner besseren Weltranglisten-Platzierung wurde Shmailov ausgewählt, um Israel in Tokio zu repräsentieren. Nach zwei Siegen in den Vorrunden traf er am 25. Juli 2021 im Viertelfinale auf den Georgier Wascha Margwelaschwili. Dieser war zweimal mit Waza'ari erfolgreich und entschied den Kampf vorzeitig für sich (Sasae-tsurikomi-ashi und Hikikomi-gaeshi). Doch in der Hoffnungsrunde setzte sich Shmailov gegen Adrian Gomboc (Slowenien) durch und erzielte die entscheidende Wertung (Waza'ari) im Golden Score mit einem Ushiro-goshi. Im Kampf um Bronze unterlag Baruch Smailov Daniel Cargnin aus Brasilien, der mit O-goshi eine Waza'ari-Wertung für sich verbuchen konnte, und wurde Fünfter.
2022 wurde Shmailov Fünfter bei den Europameisterschaften in Sofia und Siebter bei den Weltmeisterschaften in Taschkent. Bei den Olympischen Spielen 2024 in Paris schied Shmailov im Achtelfinale gegen den Tadschiken Nurali Emomali aus.

## Privatleben
Baruch Shmailov ist mit der Judoka Betina Temelkowa verheiratet, die bei der Judo-Weltmeisterschaft 2018 in Baku für Israel antrat.